# Lothar Streit

Lothar Streit

Lothar Ottokar Wilhelm Streit (* 6. Februar 1823 in Gera; † 2. Juni 1898 in Zwickau) war ein Politiker der Deutschen Fortschrittspartei. Er war der erste Oberbürgermeister von Zwickau sowie Abgeordneter des Sächsischen Landtags und des Deutschen Reichstags.

## Leben und Wirken
Der Sohn des Fürstlich Schönburgischen Hofrats und Leibarztes Ernst Friedrich Wilhelm Streit (1785–1871) verbrachte seine Kindheit in Waldenburg (Sachsen). Von 1834 bis 1841 besuchte er das Gymnasium in Altenburg und begann danach ein Studium der Rechtswissenschaften an der Universität Leipzig, das er 1845 erfolgreich abschloss. Nachdem er kurzzeitig als Rechtskandidat in Waldenburg tätig gewesen war, schloss er eine praktische Ausbildung bei verschiedenen Advokaten (u. a. in Leisnig, Kamenz und Plauen sowie bei Wilhelm Schaffrath in Neustadt in Sachsen) an. 1849 wurde er zum Bürgermeister von Auerbach ernannt, wo er sich als Rechtskandidat niederließ. Im März 1851 siedelte er als Rechtsanwalt nach Zwickau über. 1860 wurde er dort zum Bürgermeister gewählt und wurde 1874 zum ersten Oberbürgermeister der westsächsischen Stadt ernannt. Dieses Amt behielt er bis zum 1. Mai 1898 inne. Wenige Wochen später verstarb er.
Streit war seit Ende der 1860er-Jahre einer der führenden Repräsentanten der Fortschrittspartei im Königreich Sachsen sowie seit Mitte der 1880er-Jahre des „sächsischen Kammerfortschritts“. Als Vertreter des die Stadt Zwickau umfassenden Wahlkreises war er von 1869 bis 1898 Mitglied der II. Kammer des Sächsischen Landtags. In dieser Zeit fungierte er durchgängig als Vizepräsident der Kammer. Zudem war er von Juli 1878 bis Oktober 1881 als Abgeordneter des 18. sächsischen Wahlkreises Mitglied des Reichstags.
Seine Amtszeit als Zwickauer Bürgermeister war von Industrialisierung, vor allem durch den Kohlebergbau, und dem damit einhergehenden starken Bevölkerungszuwachs mit allen seinen Folgen geprägt.

## Ehrungen

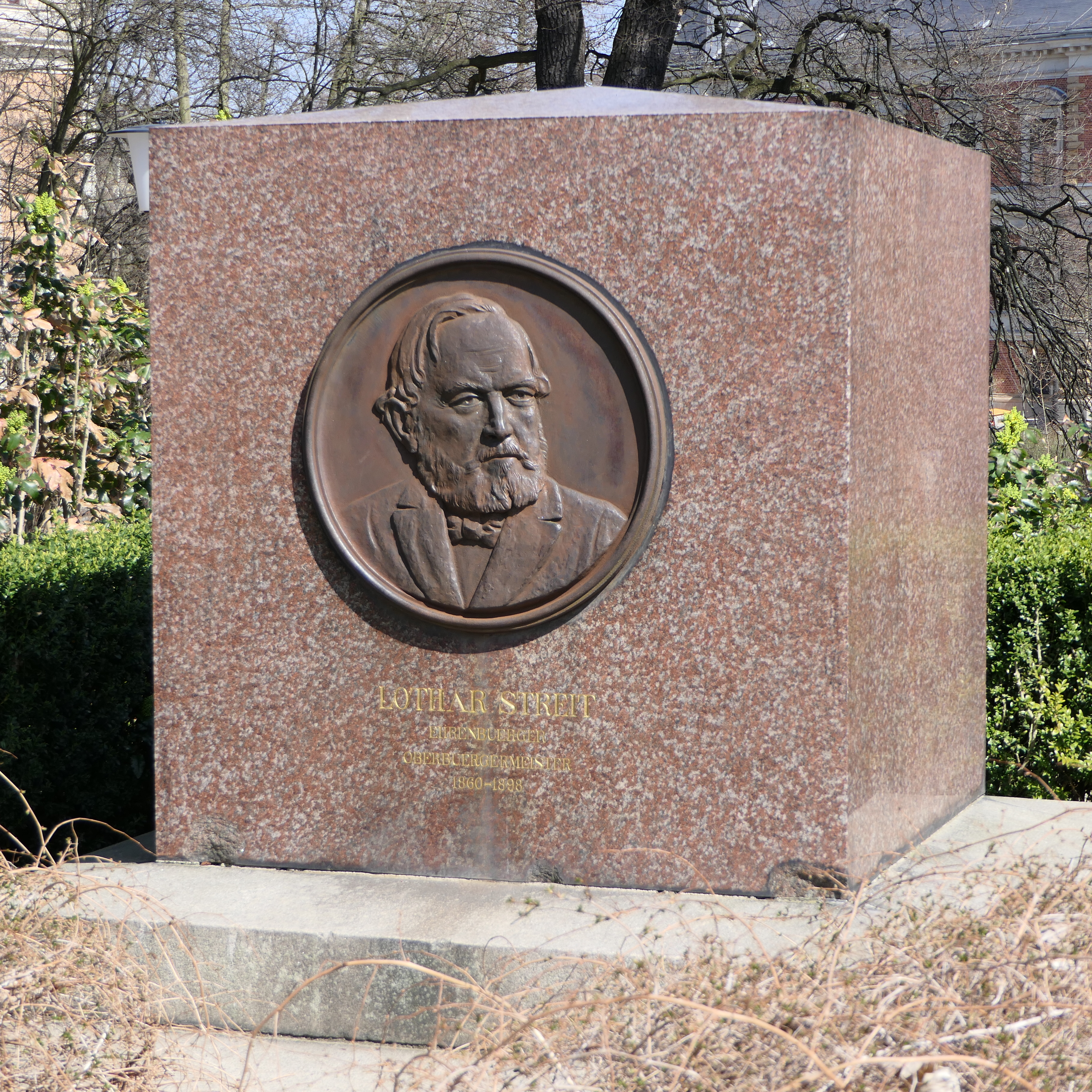
Lothar-Streit-Denkmal im Schwanenteichpark

- 1885 wurde er zum Ehrenbürger von Zwickau ernannt.
- 1897 wurde ihm von der Juristenfakultät der Universität Leipzig die Ehrendoktorwürde (Dr. jur. h.c.) verliehen.[3]
- 1898: Komturkreuz 1. Klasse vom Albertorden[4]
- 1898: Anlässlich des Amtsausscheidens wurde in der Zwickauer Südvorstadt die damalige Gartenstraße in Lothar-Streit-Straße umbenannt.[4]
- Im Schwanenteichpark wurde am 25. Mai 1901 das Lothar-Streit-Denkmal geweiht. Der Granitwürfel auf einem Stufenunterbau trägt eine Medaillonabbildung Streits, die vom Leipziger Bildhauer Carl Seffner geschaffen wurde.[5] Ursprünglich aus Bronze gefertigt, wurde dieses wohl 1941 zur Kriegsmetallspende und später mit einer aus Gusseisen ersetzt. Nachdem die Befestigung sich durch Rost der Eisendübel gelockert hatte, wurden diese 2017 ersetzt. In diesem Zuge wurde auch die Inschrift restauriert.[6] Das Denkmal stand ursprünglich auf einer kleinen Erhebung, die umzäunt war,[4] heute steht es nahezu ebenerdig, teilweise eingewachsen, aber frei.